# Falling Spring
Falling Spring é uma cidade  localizada no estado norte-americano de Virgínia Ocidental, no Condado de Greenbrier.

## Demografia
Segundo o censo norte-americano de 2000, a sua população era de 209 habitantes.
Em 2006, foi estimada uma população de 203, um decréscimo de 6 (-2.9%).

## Geografia
De acordo com o United States Census Bureau tem uma área de
1,4 km², dos quais 1,3 km² cobertos por terra e 0,1 km² cobertos por água.

## Localidades na vizinhança
O diagrama seguinte representa as localidades num raio de 32 km ao redor de Falling Spring.